# Petříkov, České Budějovice
Petříkov là một làng thuộc huyện České Budějovice, vùng Jihočeský, Cộng hòa Séc.